# The Numismatist
The Numismatist en français : « Le numismate » (anciennement Numismatist) est la publication mensuelle de l'American Numismatic Association (ANA). Elle contient des articles sur des sujets tels que les pièces de monnaie, les jetons, les médailles, le papier-monnaie et les certificats d'actions. Tous les membres de l'American Numismatic Association reçoivent cette publication dans le cadre de leur adhésion.

## Histoire
Le premier numéro était un dépliant de quatre pages publié à l'origine en 1888 par le collectionneur Dr George F. Heath à Monroe, dans le Michigan, sous le nom de The American Numismatist. Le nom a été changé en The Numismatist peu de temps après. Le nom a été acheté par l'American Numismatic Association bien des années plus tard, lorsque l'organisation a commencé à imprimer une publication mensuelle pour le bénéfice de ses membres.
En décembre 2015, l'ANA a annoncé qu'elle avait numérisé tous les numéros du magazine.
En avril 2020, la rédactrice en chef de longue date, Barbara J. Gregory, a pris sa retraite après 32 ans en tant que rédactrice en chef et 39 ans au sein du personnel. Caleb Noel lui a succédé à ce poste.

## Contenu
En tant que l'une des principales publications numismatiques, The Numismatist présente plusieurs chroniques de ses rédacteurs portant sur un large éventail de sujets. En plus des lettres du président de l'organisation, de l'éditeur, des lettres à l'éditeur et des valeurs de certaines séries de pièces, chaque numéro comprend :
- USA Coin Album - La chronique de David W. Lange axée sur diverses séries de pièces américaines.
- American Classics - Une rubrique consacrée à diverses séries de pièces américaines populaires disparues, telles que les demi-dollars Franklin.
- Auctions (Enchères) - L'accent est mis sur les ventes aux enchères historiques de pièces et de papier-monnaie.
- News & Notes - Nouvelles émissions des monnaies américaines et mondiales.
- ANA News - Nouvelles et événements de l'Association, y compris des récapitulatifs des conventions.
- Money Museum - Présentation du Edward C. Rochette Money Museum.
- Bookmarks - Critiques de la nouvelle littérature numismatique.
- Counterfeit Detection (Détection de la contrefaçon) - Chronique de la Numismatic Guaranty Company (en)
- Coins and Collectors - Chronique mensuelle de Q. David Bowers sur l'histoire de la numismatique (1965-2021)
- Around the World - Nouvelles des conventions mondiales sur les pièces de monnaie
- Early American Money - Chronique de Ray Williams sur les monnaies coloniales, post-coloniales et les premières monnaies américaines.
- Numismatic Chronicles - Chronique de Nancy Oliver et Richard Kelly sur les séries de pièces et les trésors historiques.
- Getting Started - Une rubrique de conseils pour les collectionneurs.
- Quiz Quarters - Trivia et jeux, tels que des mots croisés.
- Humour - Colonne de Jerry Cestkowski

Chaque numéro comporte également une rubrique nécrologique en l'honneur des membres de l'ANA récemment décédés.

## Distribution
Tous les membres de l'Association reçoivent le magazine dans le cadre de leurs avantages d'adhésion : les membres or reçoivent un abonnement numérique tandis que les membres platine reçoivent un abonnement imprimé.
En octobre 2019, Barnes & Noble a annoncé que The Numismatist serait vendu dans plus de 600 magasins à l'échelle nationale afin d'augmenter sa diffusion.